# Matt Elliott
Matthew Stephen Elliott (Wandsworth, 1968. november 1. –) skót labdarúgó. Pályafutása során csak angol klubokban szerepelt.
A skót labdarúgó-válogatott tagjaként részt vett az 1998-as labdarúgó-világbajnokságon.

## Sikerei, díjai

### Klub
- Leicester City
  - Angol ligakupa: 1999–2000

### Egyéni
- Alan Hardaker Trophy: 2000